# Mistrzostwa Świata w Kolarstwie Torowym 1929
32. Mistrzostwa Świata w Kolarstwie Torowym odbyły się w dniach 11–18 sierpnia 1929 w szwajcarskim Zurychu. Rozegrano trzy konkurencje: sprint amatorów i zawodowców oraz wyścig ze startu zatrzymanego zawodowców.

## Medaliści

### Mężczyźni
| Konkurencja                              | Złoto            | Srebro        | Brąz           |
| ---------------------------------------- | ---------------- | ------------- | -------------- |
| Sprint indywidualny amatorów             | Antoine Mazairac | Syd Cozens    | Willy Gervin   |
| Sprint indywidualny zawodowców           | Lucien Michard   | Piet Moeskops | Ernst Kaufmann |
| Wyścig ze startu zatrzymanego zawodowców | Georges Paillard | Victor Linart | Paul Krewer    |

## Klasyfikacja medalowa
| Miejsce | Państwo          |   |   |   | Razem |
| ------- | ---------------- | - | - | - | ----- |
| 1.      | Francja          | 2 | 0 | 0 | 2     |
| 2.      | Holandia         | 1 | 1 | 0 | 2     |
| 3.      | Belgia           | 0 | 1 | 0 | 1     |
|         | Wielka Brytania  | 0 | 1 | 0 | 1     |
| 5.      | Dania            | 0 | 0 | 1 | 1     |
|         | Rzesza Niemiecka | 0 | 0 | 1 | 1     |
|         | Szwajcaria       | 0 | 0 | 1 | 1     |